# Reguła 107%
Reguła 107% – zasada w Formule 1 obowiązująca w latach 1996–2002 i od roku 2011 mówiąca, że kierowca, który w trakcie kwalifikacji uzyskał czas gorszy niż 107% czasu zdobywcy najlepszego czasu pole position (od 2011 roku zdobywcy najlepszego czasu w Q1), z zasady nie kwalifikuje się do wyścigu, chyba że sędziowie z powodu wyjątkowych okoliczności uczynią wyjątek.

## Historia

### Wprowadzenie
Organ zarządzający Formułą 1, Fédération Internationale de l’Automobile (FIA), wprowadził regułę 107% na zebraniu Światowej Rady Sportów Motorowych w czerwcu 1995 roku, tuż przed Grand Prix Francji. Z propozycją wprowadzenia takiej zasady wyszła Komisja Formuły 1 – grupa przedstawicieli Formuły 1. W trakcie kilku poprzednich lat do wyścigu kwalifikowało się 26 najlepszych kierowców z kwalifikacji. W sezonie 1995 stawka zmniejszyła się początkowo do 26, a później do 24 samochodów, co spowodowało, że każdy kierowca miał zapewniony udział w wyścigu – w tym zespoły mające małe budżety i wolne samochody, między innymi Forti, Pacific czy Simtek. Początkowo regułę 107% planowano wprowadzić począwszy od Grand Prix Węgier 1995. Wymagało to jednak zgody wszystkich zespołów, a Forti i Pacific zaprotestowały. Niemniej jednak fakt, że reguła była wspierana przez większość zespołów pozwolił na wprowadzenie jej od początku sezonu 1996.
Wypowiadając się na temat wprowadzenia reguły 107% prezydent FIA Max Mosley powiedział, że "każdy mały zespół, który jest odpowiednio zorganizowany, będzie w stanie osiągnąć margines 107%". Właściciel praw komercyjnych do Formuły 1, Bernie Ecclestone, powiedział, że Formuła 1 jest najlepsza i nie potrzebuje czegoś, co nie byłoby najlepsze. Z drugiej strony małe zespoły wyrażały obawę związaną z wprowadzeniem reguły.

### Zastosowanie
Reguła 107% po raz pierwszy znalazła zastosowanie w pierwszym Grand Prix, w którym obowiązywała – Grand Prix Australii: kierowcy Forti, Luca Badoer i Andrea Montermini, nie zdołali osiągnąć wymaganego czasu. Ścigali się oni jednak ulepszoną wersją ubiegłorocznego Forti FG01, w którym w 1995 roku tylko raz (na 34 razy) kierowca Forti uzyskał w kwalifikacjach czas lepszy niż 107% czasu zdobywcy pole position. W Grand Prix San Marino Badoer ścigał się nowym Forti FG03, a Montermini używał jeszcze starego modelu, i to tylko Montermini nie zdołał się zakwalifikować. Kierowcy tego zespołu nie zakwalifikowali się później jeszcze do Grand Prix Hiszpanii i Grand Prix Wielkiej Brytanii (kiedy to w ogóle nie wyjechali na treningi). W późniejszej części sezonu zastępujący w Minardi Giancarlo Fisichellę Giovanni Lavaggi nie zakwalifikował się do Grand Prix Niemiec, Belgii i Japonii.
W sezonie 1997 reguła 107% znalazła zastosowanie tylko w Grand Prix Australii. Czas powyżej 107% zdobywcy pole position uzyskali Pedro Diniz, Vincenzo Sospiri oraz Ricardo Rosset. Sędziowie dopuścili jednak Diniza do startu między innymi na podstawie tego, że w trakcie treningów osiągał czasy poniżej 107%. W przepisie mówiącym o regule 107% był bowiem zapis o "wyjątkowych okolicznościach", w jakich sędziowie mogą dopuścić kierowcę do wyścigu mimo nieuzyskania czasu poniżej 107% czasu zdobywcy pole position, i FIA zacytowała ten zapis. Natomiast Sospiri i Rosset, kierowcy nowo powstałego zespołu MasterCard Lola, uzyskali w kwalifikacjach czasy odpowiednio o 5 i 6 sekund gorsze od Diniza i nie zostali dopuszczeni do wyścigu.
W sezonie 1998 Rosset – wówczas kierowca Tyrrella – nie zakwalifikował się pięciokrotnie. Czas powyżej 107% czasu zdobywcy pole position uzyskał w kwalifikacjach do Grand Prix Hiszpanii, Monako, Węgier i Japonii. Rosset nie zakwalifikował się także do Niemiec, ale na skutek kontuzji po wypadku w trakcie treningów w ogóle nie wziął udziału w kwalifikacjach.
W roku 1999 reguła 107% była stosowana dwukrotnie. Za pierwszym razem do Grand Prix Australii nie zakwalifikował się Marc Gené, ale na podstawie czasów uzyskiwanych w wolnych treningach sędziowie dopuścili go do startu. W kwalifikacjach do Grand Prix Francji panowały bardzo zmienne warunki, a wraz z upływem kwalifikacji coraz mocniej padał deszcz. Z tego powodu zasady 107% nie wypełnili Damon Hill, Marc Gené, Luca Badoer, Pedro de la Rosa i Toranosuke Takagi, ale wszyscy zostali dopuszczeni do startu.
W sezonie 2000 zasada 107% nie była stosowana ani razu. W roku 2001 natomiast znalazła zastosowanie trzykrotnie. W pierwszym Grand Prix sezonu w Australii Tarso Marques nie uzyskał wymaganego czasu, ale z powodu "wyjątkowych okoliczności" został dopuszczony do wyścigu pomimo faktu, że ani razu w trakcie weekendu wyścigowego w Australii nie ustalił czasu lepszego niż 107% najlepszego czasu. Plotkowano, że dopuszczenie Marquesa do startu było spowodowane tym, iż nowy właściciel Minardi, Australijczyk Paul Stoddart, chciał, by w "domowym" Grand Prix wystartowali obaj kierowcy zespołu. W Grand Prix Wielkiej Brytanii Marques ponownie nie wypełnił regulaminowego minimum, ale tym razem nie został dopuszczony do startu. Kwalifikacje do Grand Prix Belgii odbywały się wpierw na mokrym torze, który później powoli przesychał. Z tego powodu regulaminowego czasu nie uzyskali Jos Verstappen, Fernando Alonso, Enrique Bernoldi i Tarso Marques, ale wszyscy zostali dopuszczeni do startu.

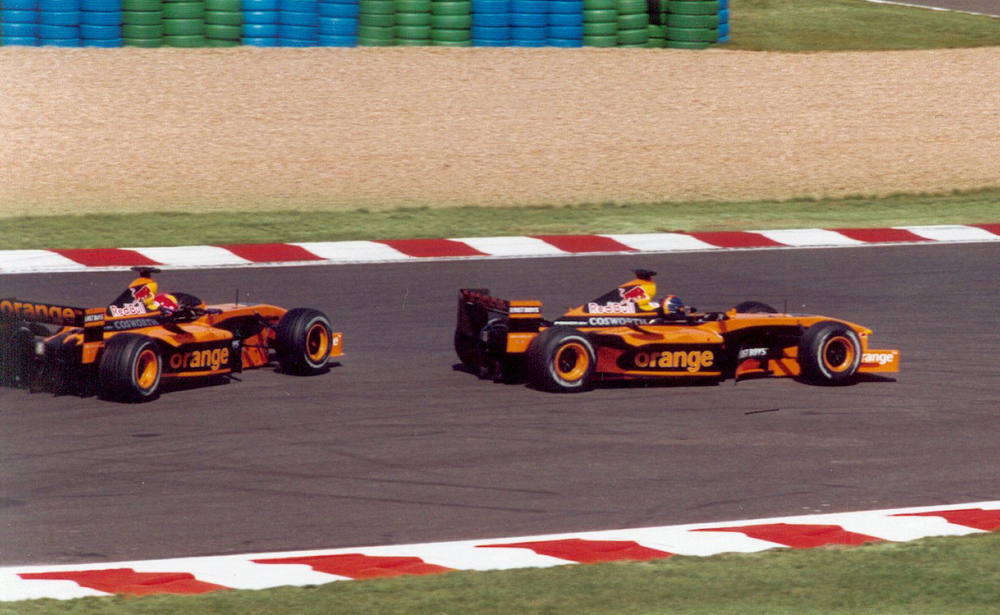
Kierowcy Arrowsa celowo nie zakwalifikowali się do Grand Prix Francji 2002 z powodu problemów finansowych zespołu.

W sezonie 2002 zasada 107% również była stosowana. W Grand Prix Australii Takuma Satō rozbił swojego Jordana podczas treningów i w kwalifikacjach korzystał z samochodu zapasowego. Jednak z powodu awarii skrzyni biegów Japończyk nie zdołał przejechać mierzonego okrążenia. Następnie Giancarlo Fisichella pożyczył Satō swój samochód, ale wtedy już mocno padało i Satō nie uzyskał regulaminowych 107%. Został on jednak dopuszczony do startu. Alex Yoong nie zakwalifikował się do Grand Prix San Marino, Wielkiej Brytanii i Niemiec, po czym został na dwa wyścigi zastąpiony przez Anthony’ego Davidsona. W Grand Prix Francji zespół Arrows przeżywał problemy finansowe i stawił się na kwalifikacje tylko po to, by uniknąć kary finansowej; kierowcy zespołu, Heinz-Harald Frentzen i Enrique Bernoldi, nie przejechali okrążenia poniżej 107%, a Frentzen opuścił tor 10 minut przed zakończeniem sesji. Fisichella nie ustanowił czasu podczas tej sesji, jednak było to wynikiem wypadku podczas treningów.
Zasada 107% została zniesiona po sezonie 2002, kiedy to ustalono nowy format kwalifikacji.
Łącznie reguła 107% została złamana 37 razy. 13 razy kierowcy zostali dopuszczeni do startów. Reguła znalazła zastosowanie podczas 23 Grand Prix.

### Powrót
23 czerwca 2010 roku Światowa Rada Sportów Motorowych ogłosiła, że od sezonu 2011 ponownie będzie obowiązywać reguła 107%. Z powodu trzech części kwalifikacji, do wyścigu nie zakwalifikują się kierowcy, którzy uzyskają czas gorszy od 107% czasu zdobywcy najlepszego czasu w pierwszej części kwalifikacji (Q1). Już w pierwszym Grand Prix jej powrotu (Grand Prix Australii 2011) naruszyli ją kierowcy zespołu HRT, Narain Karthikeyan i Vitantonio Liuzzi.

## Lista naruszeń reguły 107%
| Reguła 107% (1996–2002) | Reguła 107% (1996–2002)         | Reguła 107% (1996–2002) | Reguła 107% (1996–2002) | Reguła 107% (1996–2002) | Reguła 107% (1996–2002) | Reguła 107% (1996–2002) | Reguła 107% (1996–2002) | Reguła 107% (1996–2002) |
| Sezon                   | Wyścig                          | Czas pole position      | Czas 107%               | Kierowca                | Zespół                  | Czas                    | % pole position         | Dopuszczony do startu   |
| ----------------------- | ------------------------------- | ----------------------- | ----------------------- | ----------------------- | ----------------------- | ----------------------- | ----------------------- | ----------------------- |
| 1996                    | Grand Prix Australii            | 1:32,371                | 1:38,837                | Luca Badoer             | Forti                   | 1:39,202                | 107,395                 | Nie                     |
| 1996                    | Grand Prix Australii            | 1:32,371                | 1:38,837                | Andrea Montermini       | Forti                   | 1:42,087                | 110,518                 | Nie                     |
| 1996                    | Grand Prix Europy               | 1:18,941                | 1:24,467                | Andrea Montermini       | Forti                   | 1:25,053                | 107,742                 | Nie                     |
| 1996                    | Grand Prix Europy               | 1:18,941                | 1:24,467                | Luca Badoer             | Forti                   | 1:25,840                | 108,739                 | Nie                     |
| 1996                    | Grand Prix San Marino           | 1:26,890                | 1:32,972                | Andrea Montermini       | Forti                   | 1:33,685                | 107,802                 | Nie                     |
| 1996                    | Grand Prix Hiszpanii            | 1:20,650                | 1:26,295                | Luca Badoer             | Forti                   | 1:26,615                | 107,396                 | Nie                     |
| 1996                    | Grand Prix Hiszpanii            | 1:20,650                | 1:26,295                | Andrea Montermini       | Forti                   | 1:27,358                | 108,317                 | Nie                     |
| 1996                    | Grand Prix Wielkiej Brytanii    | 1:26,875                | 1:32,956                | Andrea Montermini       | Forti                   | 1:35,206                | 109,590                 | Nie                     |
| 1996                    | Grand Prix Wielkiej Brytanii    | 1:26,875                | 1:32,956                | Luca Badoer             | Forti                   | 1:35,304                | 109,702                 | Nie                     |
| 1996                    | Grand Prix Niemiec              | 1:43,912                | 1:51,186                | Giovanni Lavaggi        | Minardi                 | 1:51,357                | 107,165                 | Nie                     |
| 1996                    | Grand Prix Belgii               | 1:50,574                | 1:58,314                | Giovanni Lavaggi        | Minardi                 | 1:58,579                | 107,239                 | Nie                     |
| 1996                    | Grand Prix Japonii              | 1:38,909                | 1:45,833                | Giovanni Lavaggi        | Minardi                 | 1:46,795                | 107,973                 | Nie                     |
| 1997                    | Grand Prix Australii            | 1:29,369                | 1:35,625                | Pedro Diniz             | Arrows                  | 1:35,972                | 107,388                 | Tak                     |
| 1997                    | Grand Prix Australii            | 1:29,369                | 1:35,625                | Vincenzo Sospiri        | Lola                    | 1:40,972                | 112,988                 | Nie                     |
| 1997                    | Grand Prix Australii            | 1:29,369                | 1:35,625                | Ricardo Rosset          | Lola                    | 1:42,086                | 114,230                 | Nie                     |
| 1998                    | Grand Prix Hiszpanii            | 1:20,262                | 1:25,880                | Ricardo Rosset          | Tyrrell                 | 1:25,946                | 107,082                 | Nie                     |
| 1998                    | Grand Prix Monako               | 1:19,798                | 1:25,383                | Ricardo Rosset          | Tyrrell                 | 1:25,737                | 107,443                 | Nie                     |
| 1998                    | Grand Prix Węgier               | 1:16,973                | 1:22,361                | Ricardo Rosset          | Tyrrell                 | 1:23,140                | 108,012                 | Nie                     |
| 1998                    | Grand Prix Japonii              | 1:36,293                | 1:43,033                | Ricardo Rosset          | Tyrrell                 | 1:43,259                | 107,234                 | Nie                     |
| 1999                    | Grand Prix Australii            | 1:30,462                | 1:36,794                | Marc Gené               | Minardi                 | 1:37,013                | 107,242                 | Tak                     |
| 1999                    | Grand Prix Francji              | 1:38,441                | 1:45,331                | Damon Hill              | Jordan                  | 1:45,334                | 107,002                 | Tak                     |
| 1999                    | Grand Prix Francji              | 1:38,441                | 1:45,331                | Marc Gené               | Minardi                 | 1:46,324                | 108,008                 | Tak                     |
| 1999                    | Grand Prix Francji              | 1:38,441                | 1:45,331                | Luca Badoer             | Minardi                 | 1:46,784                | 108,475                 | Tak                     |
| 1999                    | Grand Prix Francji              | 1:38,441                | 1:45,331                | Pedro de la Rosa        | Arrows                  | 1:48,215                | 109,929                 | Tak                     |
| 1999                    | Grand Prix Francji              | 1:38,441                | 1:45,331                | Toranosuke Takagi       | Arrows                  | 1:48,322                | 110,038                 | Tak                     |
| 2001                    | Grand Prix Australii            | 1:26,892                | 1:32,974                | Tarso Marques           | Minardi                 | 1:33,228                | 107,292                 | Tak                     |
| 2001                    | Grand Prix Wielkiej Brytanii    | 1:20,447                | 1:26,078                | Tarso Marques           | Minardi                 | 1:26,508                | 107,534                 | Nie                     |
| 2001                    | Grand Prix Belgii               | 1:52,072                | 1:59,917                | Jos Verstappen          | Arrows                  | 2:02,039                | 108,893                 | Tak                     |
| 2001                    | Grand Prix Belgii               | 1:52,072                | 1:59,917                | Fernando Alonso         | Minardi                 | 2:02,594                | 109,389                 | Tak                     |
| 2001                    | Grand Prix Belgii               | 1:52,072                | 1:59,917                | Enrique Bernoldi        | Arrows                  | 2:03,048                | 109,794                 | Tak                     |
| 2001                    | Grand Prix Belgii               | 1:52,072                | 1:59,917                | Tarso Marques           | Minardi                 | 2:04,204                | 110,825                 | Tak                     |
| 2002                    | Grand Prix Australii            | 1:25,843                | 1:31,852                | Takuma Satō             | Jordan                  | 1:53,351                | 132,045                 | Tak                     |
| 2002                    | Grand Prix San Marino           | 1:21,091                | 1:26,767                | Alex Yoong              | Minardi                 | 1:27,241                | 107,584                 | Nie                     |
| 2002                    | Grand Prix Wielkiej Brytanii    | 1:18,998                | 1:24,527                | Alex Yoong              | Minardi                 | 1:24,785                | 107,291                 | Nie                     |
| 2002                    | Grand Prix Francji              | 1:11,985                | 1:17,023                | Heinz-Harald Frentzen   | Arrows                  | 1:18,497                | 109,046                 | Nie                     |
| 2002                    | Grand Prix Francji              | 1:11,985                | 1:17,023                | Enrique Bernoldi        | Arrows                  | 1:19,843                | 110,916                 | Nie                     |
| 2002                    | Grand Prix Niemiec              | 1:14,389                | 1:19,596                | Alex Yoong              | Minardi                 | 1:19,775                | 107,240                 | Nie                     |
| Reguła 107% (od 2011)   |                                 |                         |                         |                         |                         |                         |                         |                         |
| Sezon                   | Wyścig                          | Czas Q1                 | Czas 107%               | Kierowca                | Zespół                  | Czas                    | % pole position         | Dopuszczony do startu   |
| 2011                    | Grand Prix Australii            | 1:25,296                | 1:31,266                | Vitantonio Liuzzi       | HRT                     | 1:32,978                | 109,006                 | Nie                     |
| 2011                    | Grand Prix Australii            | 1:25,296                | 1:31,266                | Narain Karthikeyan      | HRT                     | 1:34,293                | 110,547                 | Nie                     |
| 2011                    | Grand Prix Kanady               | 1:13,822                | 1:18,989                | Jérôme d’Ambrosio       | Virgin                  | 1:19,414                | 107,575                 | Tak                     |
| 2011                    | Grand Prix Belgii               | 2:01,813                | 2:10,339                | Jérôme d’Ambrosio       | Virgin                  | 2:11,601                | 108,035                 | Tak                     |
| 2011                    | Grand Prix Belgii               | 2:01,813                | 2:10,339                | Vitantonio Liuzzi       | HRT                     | 2:11,616                | 108,047                 | Tak                     |
| 2011                    | Grand Prix Belgii               | 2:01,813                | 2:10,339                | Daniel Ricciardo        | HRT                     | 2:13,077                | 109,246                 | Tak                     |
| 2012                    | Grand Prix Australii            | 1:26,182                | 1:32,215                | Pedro de la Rosa        | HRT                     | 1:33,495                | 108,486                 | Nie                     |
| 2012                    | Grand Prix Australii            | 1:26,182                | 1:32,215                | Narain Karthikeyan      | HRT                     | 1:33,643                | 108,657                 | Nie                     |
| 2012                    | Grand Prix Hiszpanii            | 1:22,583                | 1:28,364                | Narain Karthikeyan      | HRT                     | 1:31,122                | 110,340                 | Tak                     |
| 2012                    | Grand Prix Wielkiej Brytanii    | 1:46,279                | 1:53,718                | Charles Pic             | Marussia                | 1:54,143                | 107,399                 | Tak                     |
| 2013                    | Grand Prix Australii            | 1:43,380                | 1:50,617                | Charles Pic             | Caterham                | 1:50,626                | 107,009                 | Tak                     |
| 2014                    | Grand Prix Wielkiej Brytanii    | 1:40,380                | 1:47,406                | Marcus Ericsson         | Caterham                | 1:49,421                | 109,006                 | Tak                     |
| 2014                    | Grand Prix Wielkiej Brytanii    | 1:40,380                | 1:47,406                | Kamui Kobayashi         | Caterham                | 1:49,625                | 109,210                 | Tak                     |
| 2015                    | Grand Prix Malezji              | 1:39,269                | 1:46,217                | Roberto Merhi           | Marussia                | 1:46,677                | 107,462                 | Tak                     |
| 2015                    | Grand Prix Japonii              | 1:33,015                | 1:39,386                | Alexander Rossi         | Marussia                | 1:47,114                | 115,158                 | Tak                     |
| 2015                    | Grand Prix Stanów Zjednoczonych | 1:56:495                | 2:04,653                | Carlos Sainz Jr.        | Toro Rosso              | 2:07,304                | 109,279                 | Tak                     |
| 2016                    | Grand Prix Monako               | 1:14,912                | 1:19,832                | Max Verstappen          | Red Bull                | 1:22,467                | 110,085                 | Tak                     |
| 2016                    | Grand Prix Węgier               | 1:33,302                | 1:39,833                | Daniel Ricciardo        | Red Bull                | 1:39,968                | 107,145                 | Tak                     |
| 2016                    | Grand Prix Węgier               | 1:33,302                | 1:39,833                | Max Verstappen          | Red Bull                | 1:40,424                | 107,663                 | Tak                     |
| 2016                    | Grand Prix Węgier               | 1:33,302                | 1:39,833                | Sergio Pérez            | Force India             | 1:41,411                | 108,691                 | Tak                     |
| 2016                    | Grand Prix Węgier               | 1:33,302                | 1:39,833                | Nico Hülkenberg         | Force India             | 1:41,471                | 108,755                 | Tak                     |
| 2016                    | Grand Prix Węgier               | 1:33,302                | 1:39,833                | Valtteri Bottas         | Williams                | 1:42,758                | 110,135                 | Tak                     |
| 2016                    | Grand Prix Węgier               | 1:33,302                | 1:39,833                | Jolyon Palmer           | Renault                 | 1:43,965                | 111,428                 | Tak                     |
| 2016                    | Grand Prix Węgier               | 1:33,302                | 1:39,833                | Felipe Massa            | Williams                | 1:43,999                | 110,465                 | Tak                     |
| 2016                    | Grand Prix Węgier               | 1:33,302                | 1:39,833                | Kevin Magnussen         | Renault                 | 1:44,543                | 112,048                 | Tak                     |
| 2016                    | Grand Prix Węgier               | 1:33,302                | 1:39,833                | Marcus Ericsson         | Sauber                  | 1:46,984                | 114,664                 | Tak                     |
| 2016                    | Grand Prix Węgier               | 1:33,302                | 1:39,833                | Pascal Wehrlein         | Manor                   | 1:47,343                | 115,049                 | Tak                     |
| 2016                    | Grand Prix Węgier               | 1:33,302                | 1:39,833                | Rio Haryanto            | Manor                   | 1:50,189                | 118,099                 | Tak                     |
| 2017                    | Grand Prix Włoch                | 1:35,716                | 1:42,416                | Romain Grosjean         | Haas                    | 1:43,355                | 107,226                 | Tak                     |
| 2018                    | Grand Prix Azerbejdżanu         | 1:42,538                | 1:49,715                | Brendon Hartley         | Toro Rosso              | 1:57,354                | 114,449                 | Tak                     |
| 2021                    | Grand Prix Francji              | 1:31,001                | 1:37,371                | Lance Stroll            | Aston Martin            | 2:12,584                | 147,332                 | Tak                     |
| 2023                    | Grand Prix Arabii Saudyjskiej   | 1:29,244                | 1:34,974                | Logan Sargeant          | Williams                | 2:08,510                | 144,782                 | Tak                     |
| 2023                    | Grand Prix Azerbejdżanu         | 1:41,269                | 1:48,357                | Nyck de Vries           | AlphaTauri              | 1:55,282                | 113,837                 | Tak                     |

## Inne serie
Zasada 107% była używana w Serii GP2 i została zastosowana trzykrotnie. Marcos Martínez z powodu problemów z silnikiem nie zakwalifikował się do swojego pierwszego wyścigu (Hungaroring, sezon 2007) mimo faktu, że podczas treningów uzyskiwał czasy poniżej 107% najlepszych czasów. W sezonie 2009 w trakcie rundy w Monako Ricardo Teixeira uzyskał czas gorszy od 107% czasu zdobywcy pole position i nie wystartował w wyścigach. W kwalifikacjach do rundy mistrzostw na Hungaroringu w tym samym roku, Romain Grosjean i Franck Perera zderzyli się przed ustanowieniem przez ich obu mierzonego czasu okrążenia. Perera został uznany za winnego spowodowania kolizji, za co zakazano mu startu w pierwszym wyścigu, ale w drugim mógł wystartować (z ostatniego rzędu); Grosjean nie wystartował w obu wyścigach. Perera nie zakwalifikował się do wyścigów na torze Spa-Francorchamps z powodu nieuzyskania w kwalifikacjach regulaminowego czasu. Również Grosjean nie uzyskał regulaminowych 107% w Monako w sezonie 2011, z powodu trafiania na wolniejszych kierowców na okrążeniach pomiarowych oraz kolizji ze swoim kolegą z zespołu Pålem Varhaugiem.